# Giovanna Garzoni

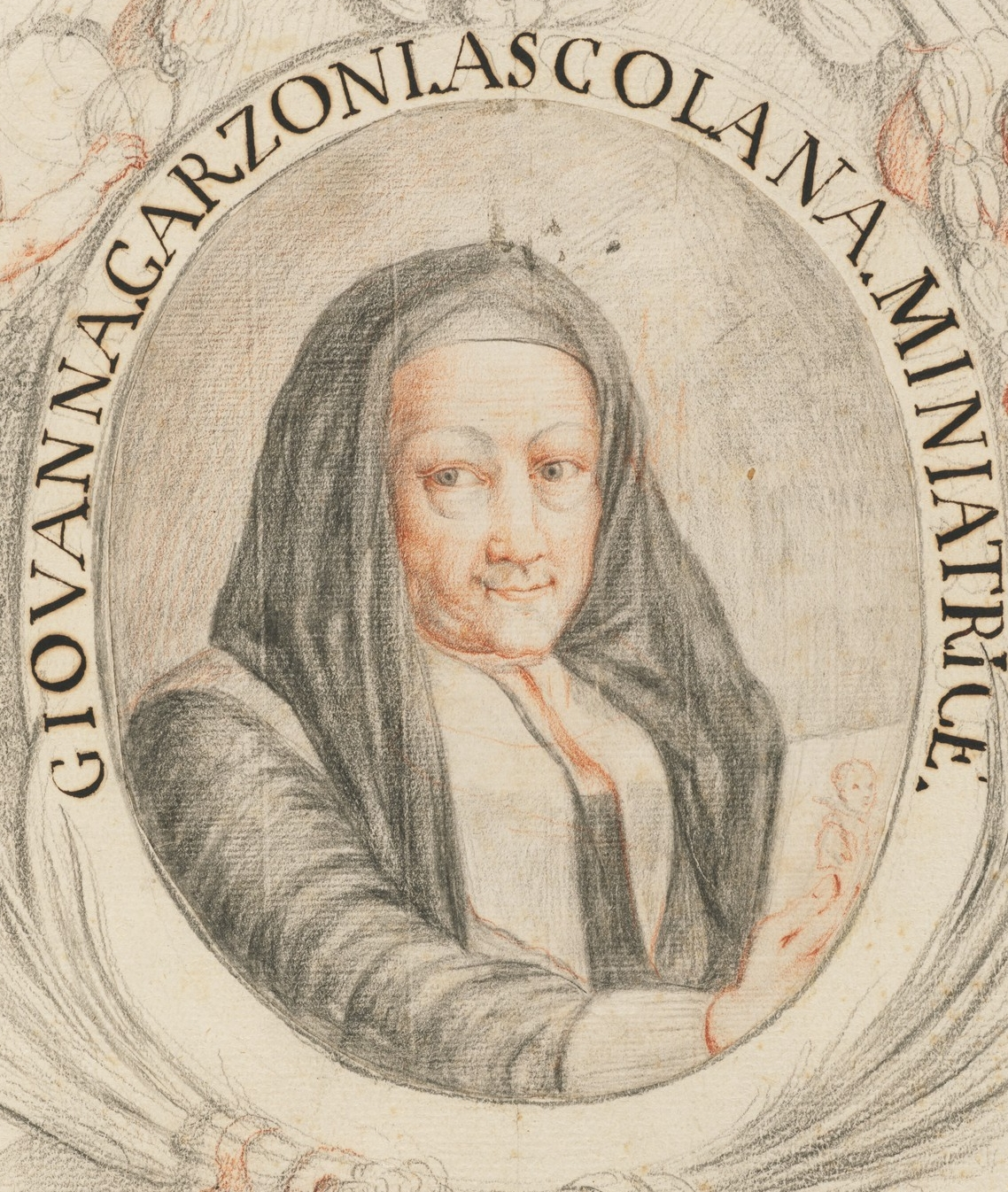
Selbstporträt, um 1650

Giovanna Garzoni (* 1600 in Ascoli Piceno; † zwischen 10. und 15. Februar 1670 in Rom) war eine italienische Malerin der Barockzeit, die für ihre Stillleben und Porträts bekannt ist.

## Leben
Giovanna Garzoni war die Tochter von Giacomo Garzoni aus Venedig und Isabetta Gaia aus Ascoli, die ebenfalls venezianische Vorfahren hatte. Von 1615 bis 1630 lebte sie mit Unterbrechungen in Venedig, wo sie bei ihrem Onkel Pietro Gaia, einem Schüler von Jacopo Palma dem Jüngeren und bei dem Kalligraphen Giacomo Rogni lernte. 1622 heiratete sie den Porträtmaler Tiberio Tinelli, von dem sie sich jedoch im darauffolgenden Jahr trennte.

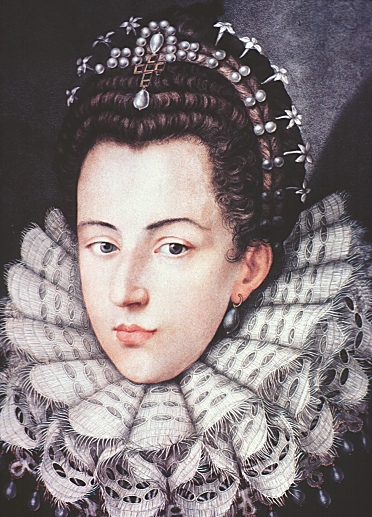
Porträt ihrer Förderin Christina von Frankreich, 1635

1630 reiste sie mit ihrem Bruder Matteo nach Neapel, wo sie in den Dienst des Vizekönigs Fernando Alfán de Ribeira trat. Auf dem Weg nach Neapel hielt sie sich einige Zeit in Rom auf, wo sie in Kontakt mit Cassiano Dal Pozzo kam. Im November  1632 kam sie auf Wunsch Christinas von Frankreich nach Turin und erhielt eine Anstellung am Hof von Vittorio Amadeo I. Sie schuf zahlreiche Porträts für den Hof und es entstanden ihre ersten bekannten Stillleben. Nach dem Tod Vittorio Amadeos verließ sie Turin und lebte vermutlich in Paris, möglicherweise auch in England. 
Ab 1642 lebte sie als etablierte Künstlerin in Florenz und war insbesondere für die Medici tätig. Zu ihren Auftraggebern und Förderern zählten unter anderem Ferdinando II. de’ Medici, dessen Frau Vittoria della Rovere sowie Leopoldo de’ Medici. Garzoni war zu dieser Zeit auf dem Höhepunkt ihrer Popularität, verkaufte viele Werke und kam zu einem gewissen Reichtum. 
1651 ließ sie sich in Rom nieder, hielt aber weiterhin Kontakt zu ihren Auftraggebern in Florenz. Sie erwarb ein Haus in der Nähe der Accademia di San Luca, mit der sie eng verbunden war. Es ist unklar, ob und wann sie formal in die Akademie aufgenommen wurde, ab 1654 nahm sie jedenfalls an den Treffen der Mitglieder teil. In ihrem Testament von 1666 vermachte die kinderlose Garzoni ihren Besitz der Akademie unter der Bedingung, dass man ihr ein Grab in der Kirche Santi Luca e Martina errichtete. Dieses Grabmal wurde 1698, 28 Jahre nach ihrem Tod, von Mattia de Rossi geschaffen.

## Werk

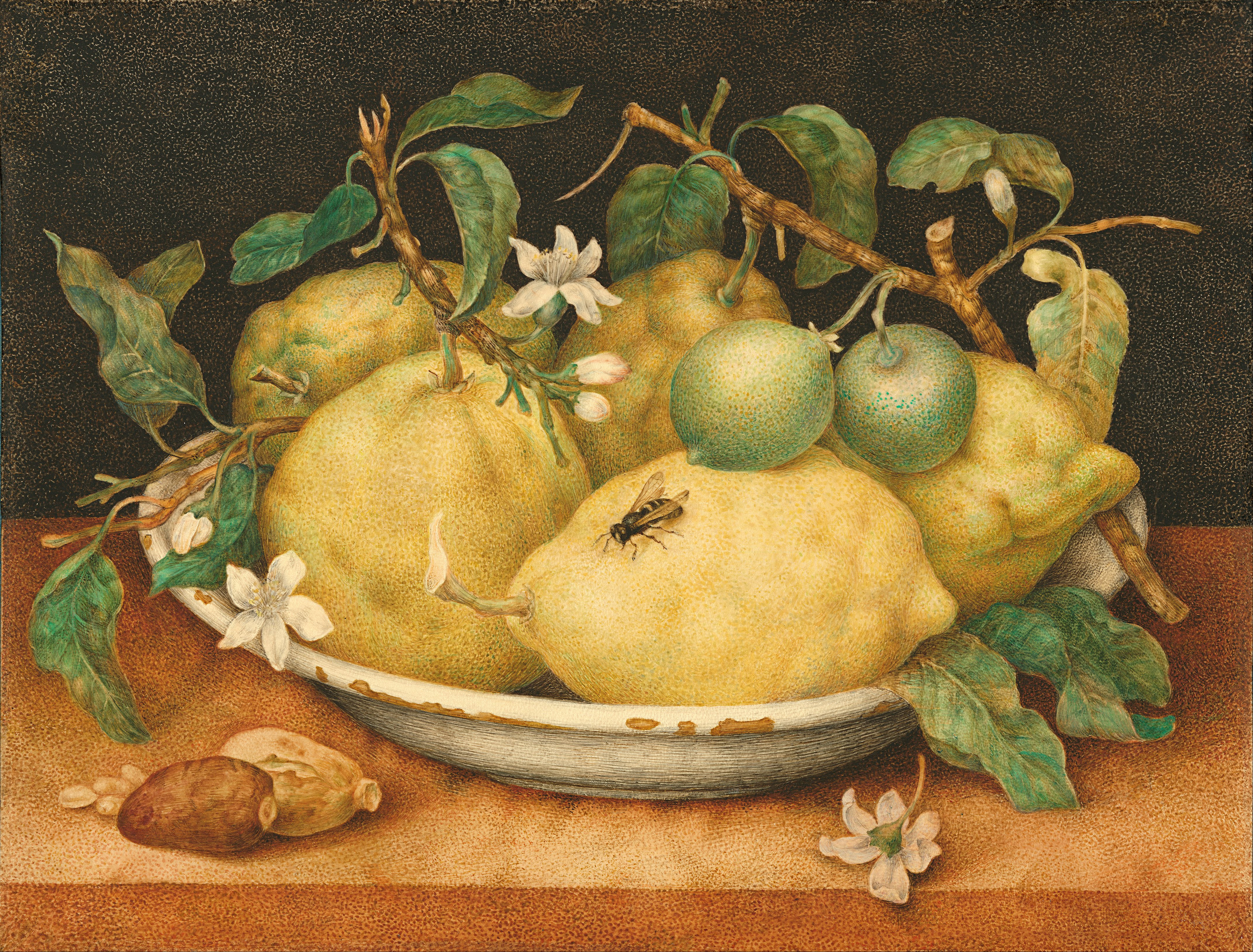
Stillleben mit einer Schüssel Zitronen, Tempera auf Vellum, Ende der 1640er Jahre

Garzoni schuf neben einigen Ölgemälden auf Leinwand hauptsächlich Werke in Tempera, Aquarell und Gouache auf Pergament. Ihre Motive sind Porträts, Kalligraphien sowie Früchte- und Blumenstillleben, ab 1630 zunehmend botanische Motive. 
Sie entwickelte eine charakteristische, beinahe pointillistische Technik zwischen Malerei und Zeichnung. Im Stil englischer Miniaturmalerei setzte sie viele winzige Punkte mit einem speziellen Pinsel und zarte, dicht gesetzte Striche auf das Pergament. Ihre Werke in Anlehnung an die Stilllebentradition von Orsola Caccia, Panfilo Nuvolone oder Fede Galizia zeigen Obst- und Gemüseschalen, oft kombiniert mit Blüten, Tieren oder Laubwerk in einem einfachen, symmetrischen Aufbau. Ihre Blumenstillleben sind abwechslungsreich und weisen einen außergewöhnlichen Farbenreichtum auf. 
Ab etwa 1630 zeigen Garzonis Bilder eine naturalistische, nicht idealisierte Darstellung von Pflanzen und Tieren, die weniger der zeitgenössischen Stilllebenmalerei entsprechen als der naturgeschichtlichen Malerei in der Tradition Dürers oder Leonardos oder dem Vorbild Jacopo Ligozzis. Garzoni war offenkundig in Botanik bewandert und schuf auch Illustrationen für Blumenbücher.